# THE 有頂天ホテル
『THE 有頂天ホテル』（ザ うちょうてんホテル、The Wow-Choten Hotel）は、2006年1月14日に全国で公開された日本映画。三谷幸喜脚本・監督作品第3作。主演は役所広司。観客動員数470万人、興行収入60.8億円を記録し、2006年の邦画第3位の好成績を収めた大ヒット作品。
キャッチコピーは「最悪の大晦日に起こった、最高の奇跡。」
ホテルの威信がかかったカウントダウンパーティーまであと2時間の大晦日の夜に、『ホテル・アバンティ』で起こる人間模様を描いた、グランド・ホテル形式のコメディ作品である。

## 制作
作品タイトルは、グレタ・ガルボの『グランド・ホテル』と、フレッド・アステア&ジンジャー・ロジャースの『有頂天時代』に由来。
「THE」は、その後に続く「有頂天」の語頭が「ウ」という日本語表記では母音/u/なので、監督も英文法の通則通り、当初は「ジ」と発音していたが、作品名の英文表記が「The Wow-Choten Hotel」であるため、「ザ」と発音する。
公開から8日間で100万人を動員した。
オリジナルサウンドトラック（本間勇輔作曲・CD及びiTunes Store）では、YOUがクライマックスで歌った「Sweet Charity」（ミュージカル・映画）のナンバー「If My Friends Could See Me Now!」と、映画では演奏しか流れなかった讃美歌風の「Farewell to the old year」に、三谷幸喜が作詞して客室係役の堀内敬子が歌った「大晦日に想う」を含む27曲が収録されている。ミュージカル女優として活躍していた堀内が透明感溢れる美しいソプラノを披露しており、三谷は堀内を「とてつもなく歌がうまい」と絶賛している。

## あらすじ
『ホテル・アバンティ』は慌ただしい大晦日を迎えていた。カウントダウン・パーティーの出演者は、相方の生きたアヒルが逃げ出したと騒ぎだす。さらに、醜聞でホテルに隠れた政治家を追って、正面玄関にはマスコミが殺到していた。
様々な宿泊客のトラブルに誠実に対応する副支配人の新堂は、実は「舞台演出家」を目指した過去があった。ホテル内で演出家当時に別れた元妻と出合い、転職を知られたくない一心で客を装う新堂。他の従業員たちも、様々な客のトラブルに巻き込まれ、翻弄されて行く。
ホテルでは、功績のあった人物を表彰する『マン・オブ・ザ・イヤー』の授賞式が開かれようとしていた。元妻の手前、その授賞者だと嘘をつき、一方で副支配人としてトラブルに対処して行く新堂。シンガーソングライター志望のベルボーイ只野は、全てを諦めて田舎に帰るはずが、もう一夜だけと頼まれて仕事復帰。歌うことへのこだわりも、まだ捨て切れない。
客室係のハナは、実は潜伏中の政治家・武藤田の昔の愛人だった。武藤田からは身を隠したが、不倫カップルの別れ話に巻き込まれて行くハナ。コールガールのヨーコは、ホテルから出禁を食らいながら性懲りもなく入り込み、武藤田と知り合った。見栄えばかり気にする武藤田が、醜聞から逃れるために自殺する気だと察するヨーコ。
知らぬ間に歌で武藤田を勇気づけ、自殺を止めるベルボーイ只野。不倫カップルを円満にまとめた客室係のハナは、武藤田と対面し、生きて政治家を続けたい彼の本音を指摘した。新堂たちの協力でマスコミから逃れる武藤田。数々のトラブルが解決したホテルでは、賑やかにカウントダウン・パーティーが始まった。

## キャスト

### ホテル従業員
- 申し分のない副支配人・新堂平吉 - 役所広司
- 議員の元愛人、今は客室係・竹本ハナ - 松たか子
- 歌を愛するベルボーイ・只野憲二 - 香取慎吾
- 能天気な総支配人・二階堂源一 - 伊東四朗
- アシスタントマネージャー・矢部登紀子 - 戸田恵子
- 怪しい料飲部副支配人・瀬尾高志 - 生瀬勝久
- ウェイター・丹下二郎 - 川平慈英
- 客室係・野間睦子 - 堀内敬子
- ホテル探偵・蔵人 - 石井正則
- 筆の達人筆耕係・右近 - オダギリジョー
- リネン係・森 - 不破万作
- ベルボーイ・尾関 - 熊面鯉
- 携帯電話ストラップを配っているベルボーイ・御前崎 - 江畑浩規
- バーラウンジのマネージャー - 飯田基祐
- バーラウンジのウェイター - 中村祐樹
- コンシェルジュ - 木村清志
- 駐車場の誘導係 - 相島一之
- 館内アナウンス - 清水ミチコ（声のみ）

### 客たち
- 人生崖っぷちの汚職国会議員・武藤田勝利 - 佐藤浩市
- 武藤田の秘書・神保保 - 浅野和之
- 神出鬼没のコールガール・ヨーコ - 篠原涼子
- 副支配人の別れた妻・堀田由美 - 原田美枝子
- 堀田由美の現夫、マン・オブ・ザ・イヤー受賞者・堀田衛 - 角野卓造
- 事故に遭った大富豪・坂東健治 - 津川雅彦
- 坂東健治の息子、耳の大きな男性・坂東直正 - 近藤芳正
- 謎のキャビンアテンダント・小原なおみ - 麻生久美子
- ある業界団体の委員長・荒井 - 矢島健一
- ある業界団体の副委員長・伊武 - 伊藤正之
- ホテル内のスポーツジムでブラを盗まれた女性・鴨田麗子 - 池谷のぶえ
- インテリヤクザ - 今井茂雄
- 飯島直介[注釈 1] - 田中直樹（ココリコ）
- 飯島民子[注釈 1] - 八木亜希子
- 須藤さん - 大嶋守立
- 須藤さんの妻 - 保苅圓子
- 悲鳴を上げる女性 - 高島彩（当時フジテレビアナウンサー）

### 芸能人
- 死にたがる大物演歌歌手・徳川膳武 - 西田敏行
- 徳川の付き人・尾藤 - 梶原善
- 一九分けの芸能プロ社長・赤丸寿一 - 唐沢寿明
- 不幸せなシンガー・桜チェリー - YOU
- スパニッシュマジシャン・ホセ河内 - 寺島進
- アシスタント・ボニータ - 奈良崎まどか
- 腹話術師・坂田万之丞 - 榎木兵衛
- ダンサー・オイリー菅原 - 池田成志
- アヒルのダブダブ - 山寺宏一（声のみ。ドナルドダックの声優であることから）
- ミュージシャン - ミルトン富田、美野春樹、伊丹雅博、村田陽一、渕野繁雄、加瀬達、下神竜哉、田中敏雄

### その他
- 垂れ幕業者 - 阿南健治
- 事故に遭った蒼白顔のタクシー運転手 - 佐渡稔
- 記者1 - 伊東孝明
- 記者2 - 高川裕也
- 記者3 - 望月章男
- 大きい警官 - 旭道山和泰
- 医師 - 井上肇

## スタッフ
- 脚本と監督：三谷幸喜
- 音楽：本間勇輔
- 製作：亀山千広、島谷能成
- エグゼクティブプロデューサー：石原隆、佐倉寛二郎
- プロデューサー：重岡由美子、小川泰、市川南
- ラインプロデューサー：小林毅
- キャスティング：空閑由美子
- 撮影：山本英夫（J.S.C.）
- 美術：種田陽平（エキストラとして出演している）
- 照明：小野晃
- 録音：瀬川徹夫
- 編集：上野聡一
- 演出補：白井美和子
- スクリプター：外川恵美子
- 助監督：石川久
- 製作担当：森崎裕司
- 装飾：田中宏
- スチル：宮田薫
- 特機：横山聖
- スタイリスト：勝俣淳子
- 衣装：鳥居竜也
- メイクアップ：田中マリ子
- 特殊メイク：江川悦子
- 音響効果：倉橋静男（サウンドボックス）
- 挿入曲：「天国うまれ」歌：只野憲二（香取慎吾）、作詞・作曲：甲本ヒロト
- 挿入曲：「If My Friends Could See Me Now!」歌：桜チェリー（YOU）、作詞：Dorothy Fields、作曲：Cy Coleman
- 制作プロダクション：クロスメディア
- 製作：フジテレビジョン、東宝
- 配給：東宝

## 協力
- 美術協力：ダイカン、日比谷花壇、カッシーナ・イクスシー、カトリーヌ・メミ、ダスキン、ロイズ・アンティークス、サクラファニシングコーポレーション、エースバッグ、光岡自動車ほか
- 協力：東宝スタジオ、IMAGICA、ナック、報映産業、東宝サウンドスタジオ、東宝映像美術、サンズ、京映アーツ、K&L、アペックスII、東京衣裳、ベレッツァスタジオ、日本照明、ヨータデザイン、吉田美術、尚建設、アドギア、メイクアップディメンションズ、カラーテック、日映美術、日本エフェクトセンター、木村英進堂、富士フイルム

## 受賞歴
- 第30回日本アカデミー賞[2][3]
  - 優秀作品賞
  - 優秀監督賞（三谷幸喜）
  - 優秀脚本賞（三谷幸喜）
  - 優秀主演男優賞（役所広司）
  - 優秀助演男優賞（佐藤浩市）
  - 優秀音楽賞（本間勇輔）
  - 優秀撮影賞（山本英夫）
  - 優秀照明賞（小野晃）
  - 優秀美術賞（種田陽平）
  - 優秀録音賞（瀬川徹夫）
  - 優秀編集賞（上野聡一）

## ソフト化
発売元はフジテレビジョン、発売・販売元は東宝。
- THE 有頂天ホテル スタンダード・エディション（DVD1枚組、2006年8月11日発売）
  - 映像特典
    - 特報・劇場予告編・TVスポット集

  - 音声特典
    - オーディオコメンタリー（監督：三谷幸喜vs高島彩）
- THE 有頂天ホテル スペシャル・エディション（DVD2枚組、2006年8月11日発売）
  - ディスク1：本編DVD（スタンダード・エディションと同様）
  - ディスク2：特典DVD
    - 23人の主役たち
    - 長回しへの飽くなき挑戦
    - 新撮! ホテルアバンティの世界ができるまで
    - 未公開シーン集（オーディオコメンタリー・隠しコマンド付き）
    - イベント映像集
    - インタビュー集
    - 新撮! 84歳の三谷幸喜が語る・製作四十周年記念特別インタビュー
    - 新撮! 老け講座
    - ホテルアバンティヒストリー
    - ロケ地紹介
    - ペーパークラフト
    - フォトギャラリー
    - 映画評集
    - キャスト・スタッフ最新プロフィール

  - 封入特典
    - リーフレット

  - 特製アウターケース付きデジパック仕様

## テレビ放送
| 回数 | テレビ局   | 番組名（放送枠名） | 放送日         | 放送時間      | 放送分数 | 視聴率 |
| ---- | ---------- | ------------------ | -------------- | ------------- | -------- | ------ |
| 1    | フジテレビ | 土曜プレミアム     | 2006年12月30日 | 21:00 - 23:54 | 174分    | 14.5%  |
| 2    | フジテレビ | 土曜プレミアム     | 2008年6月7日   | 21:55 - 24:50 | 175分    | 14.9%  |
| 3    | フジテレビ | 土曜プレミアム     | 2015年10月31日 | 19:57 - 23:10 | 193分    | 8.7%   |

- 視聴率はビデオリサーチ調べ、関東地区・世帯・リアルタイム。